# Barra de título

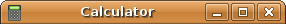
Barra de título da calculador do GNOME, no Ubuntu.

Barra de título é a região de uma janela em que o título é apresentado. A maioria dos sistemas operacionais gráficos e gerenciadores de janela a posicionam no topo da aplicação como uma barra horizontal; abaixo dela pode aparecer opcionalmente a barra de menu.
Podem existir várias formas de permitir ao usuário ter algum controle sobre essa barra, incluindo seleções de menu, sequências de escape, parâmetros na instalação ou até mesmo opções de linha de comando. O texto padrão da barra de título geralmente inclui o nome da aplicação ou sua fabricante. Num caso particular, navegadores apresentam o conteúdo do elemento HTML title na barra de título, geralmente pré ou pós fixado pelo nome da aplicação.
A barra de título geralmente contém ícones para comandos de sistema relacionados à janela tais como botões para maximizar, minimizar, restaurar ou fechar. Pode-se também incluir outros elementos como o ícone da aplicação, relógio do sistema, entre outros. Em diversas interfaces gráficas do utilizador o utilizador move uma janela ao arrastar a barra de título pela tela.